# Kosackmössa

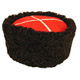
Kosackmössa

Kosackmössa är en cylinderformad skinnmössa.